# SAUC-E
Die Students Autonomous Underwater Challenge - Europe (SAUC-E) ist ein von den britischen und französischen Verteidigungsministerien (insbesondere dem dstl) gemeinsam veranstalteter Robotikwettbewerb für autonome Unterwasserfahrzeuge (AUVs). Der Wettbewerb, an dem viele europäische Universitäten teilnehmen, findet seit 2006 jährlich wechselnd in Frankreich und Großbritannien statt. Ziel des Wettbewerbs ist die Findung neuer Lösungen bestehender Probleme bei AUVs, wie zum Beispiel Positionsbestimmung und Kartographie. Bisherige Sieger des Wettbewerbs waren 2006 Girona (Spanien), 2007 Southampton (UK) und 2008 Edinburgh (UK). Der letzte SAUC-E-Wettbewerb fand vom 4. bis 10. Juli 2011 in La Spezia, Italien statt. 2009 wurde er vom 6. bis 10. Juli in Gosport, Südengland ausgetragen. Der Nächste Wettbewerb wird in La Spezia (Italien) Anfang Juli 2010 ausgetragen.

## Platzierungen

### 2006
| Platzierung | Land       | Universität            | Team |
| ----------- | ---------- | ---------------------- | ---- |
| 1           | Spanien    | University of Girona   | -    |
| 2           | Schottland | Heriot-Watt University | -    |
| 3           | Frankreich | ENSIETA                | -    |

### 2007
| Platzierung | Land       | Universität               | Team |
| ----------- | ---------- | ------------------------- | ---- |
| 1           | England    | University of Southampton | -    |
| 2           | England    | Cambridge University      | -    |
| 3           | Frankreich | ENSIETA                   | -    |

### 2008
| Platzierung | Land       | Universität          | Team |
| ----------- | ---------- | -------------------- | ---- |
| 1           | Schottland | Heriot-Watt          | -    |
| 2           | Frankreich | ENSIETA              | -    |
| 2           | England    | University of Bath   | -    |
| 3           | England    | Cambridge University | -    |

### 2009
| Platzierung | Land        | Universität        | Team      |
| ----------- | ----------- | ------------------ | --------- |
| 1           | Schottland  | Heriot-Watt        | Nessie IV |
| 2           | Frankreich  | ENSIETA            | SAUCI’SSE |
| 3           | Deutschland | Universität Bremen | Avalon    |

### 2010
| Platzierung | Land       | Universität            | Team      |
| ----------- | ---------- | ---------------------- | --------- |
| 1           | Spanien    | University of Girona   | -         |
| 2           | Schottland | Heriot-Watt University | Nessie IV |
| 3           | Frankreich | ENSIETA                | SAUCI’SSE |

### 2011
| Platzierung | Land        | Universität           | Team   |
| ----------- | ----------- | --------------------- | ------ |
| 1           | Deutschland | University of Luebeck | HANSE  |
| 2           | Spanien     | University of Girona  | -      |
| 3           | Deutschland | Universität Bremen    | Avalon |

### 2012
| Platzierung | Land        | Universität                                     | Team      |
| ----------- | ----------- | ----------------------------------------------- | --------- |
| 1           | Kanada      | École de Technologie Supérieure (ETS) du Quebec | Sonia     |
| 2           | Deutschland | University of Luebeck                           | HANSE     |
| 3           | Frankreich  | ENSTA Bretagne                                  | SAUC’ISEE |